# Francoska zveza (film)
Francoska zveza (angleško The French Connection) je ameriški neonoir akcijski filmski triler iz leta 1971, ki ga je režiral William Friedkin. Scenarij je napisal Ernest Tidyman in temelji na istoimenski knjigi Robina Moorea iz leta 1969. V zgodbi newyorška detektiva Jimmy »Popeye« Doyle in Buddy »Cloudy« Russo, ki jima je bilo v resnici ime Eddie Egan in Sonny Grosso, lovita francoskega tihotapca heroina Alaina Charniera. V glavnih vlogah nastopajo Gene Hackman kot Popeye, Roy Scheider kot Cloudy in Fernando Rey as Charnier, v stranskih vlogah pa tudi Tony Lo Bianco in Marcel Bozzuffi.
Film je bil premierno prikazan 7. oktobra 1971 in se izkazal za finančno zelo uspešnega s 75 milijona USD prihodkov po svetu ob 1,8-milijonskem proračunu in dobil tudi dobre ocene kritikov. Na 44. podelitvi je bil nominiran za oskarja v osmih kategorijah, osvojil pa nagrade v petih, za najboljši film, režijo, igralca (Hackman), prirejeni scenarij in montažo. Nominiran je bil tudi za štiri zlate globuse, od katerih je prejel nagrade za najboljši film, režijo in igralca (Hackman), ter pet nagrad BAFTA, od katerih je prejel nagradi za najboljšega igralca (Hackman) in montažo. Ameriški filmski inštitut je film leta 1998 uvrstil na 70. mesto lestvice stotih najboljših ameriških filmov, leta 2005 pa ga je ameriška Kongresna knjižnica izbrala za ohranitev v okviru Narodnega filmskega registra zavoljo njegove »kulturne, zgodovinske ali estetske vrednosti«.

## Vloge
- Gene Hackman kot det. Jimmy »Popeye« Doyle
- Fernando Rey kot Alain »Frog One« Charnier
- Roy Scheider kot det. Buddy »Cloudy« Russo
- Tony Lo Bianco kot Salvatore »Sal« Boca
- Marcel Bozzuffi kot Pierre Nicoli
- Frédéric de Pasquale kot Henri Devereaux
- Bill Hickman kot Bill Mulderig
- Ann Rebbot kot ga. Marie Charnier
- Harold Gary kot Joel Weinstock
- Arlene Farber kot Angie Boca
- Eddie Egan kot Walt Simonson
- André Ernotte kot La Valle
- Sonny Grosso kot Clyde Klein
- Alan Weeks kot Pusher